# Spiricella unguiculus
Spiricella unguiculus is een slakkensoort uit de familie van de Umbraculidae. De wetenschappelijke naam van de soort is voor het eerst geldig gepubliceerd in 1828 door Rang.